# تصحيفية
التصحيفيّة هي لعبة كلمات تلعب بالأحجار وتتضمن إعادة ترتيب مربعات الحروف لتكوين كلمات.